# Budgets de la défense dans le monde

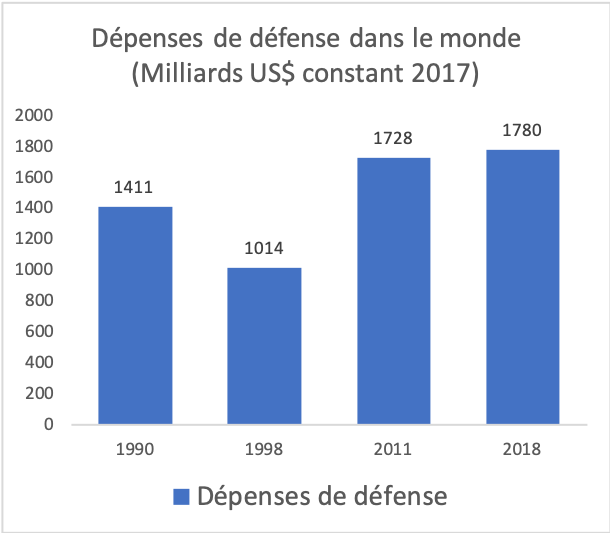
Dépenses de défense dans le monde (vue globale 1990-1998-2011-2018)
Données SIPRI

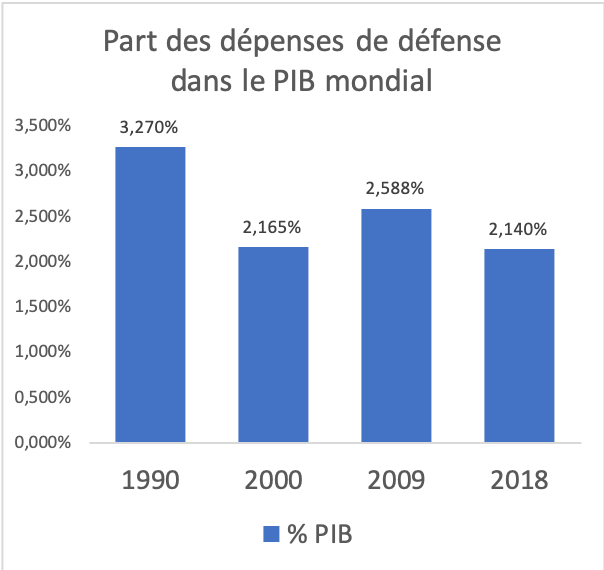
Part des dépenses de défense dans le PIB mondial
Données Banque mondiale et SIPRI

Cet article traite des budgets de la défense dans le monde aux XXe et XXIe siècles, globalement, par région et par pays. Les budgets de la défense sont les sommes que les États dépensent pour la mise sur pied, le maintien en condition et le déploiement en opérations de leurs forces armées. Leur définition précise est propre à chaque pays, ce qui complique les comparaisons internationales. Des statistiques sont cependant publiées chaque année par des organisations étatiques, comme l'OTAN, ou privées comme le SIPRI ou l'IISS.
En 1990, sous l'effet de la course aux armements entre les deux blocs de l'Ouest et de l'Est, les dépenses de défense représentent 1 411 milliards US$, un niveau élevé mais déjà en décroissance par rapport aux années précédentes, les premiers effets des négociations de réduction des armements conventionnels et nucléaires commençant à se faire sentir. Cette baisse se poursuit jusqu'en 1998 où les budgets de défense totalisent 1 014 milliards US$, le niveau le plus bas en monnaie constante atteint depuis la disponibilité de statistiques. La tendance s'inverse en 1999. Durant treize années, les dépenses de défense augmentent de façon continue jusqu'à atteindre 1 728 milliards US$ en 2011. Elles demeurent très proches de ce niveau record jusqu'en 2016 inclus, et repartent à la hausse en 2017 et 2018, année où elles atteignent 1 780 milliards US$.
Toutefois, l'analyse du niveau des dépenses de défense dans le monde doit aussi tenir compte de l'évolution de la richesse mondiale. De ce point de vue, la part du produit intérieur brut que les États consacrent à la défense est l'indicateur le plus répandu pour mesurer l'intensité de l'effort de défense. Selon les données publiées par la SIPRI, dans les années 1960, le monde consacre de 5 à 6 % de son produit mondial brut aux dépenses de défense, dans les années 1970, de 4,87 à 3,5 %, en 1990, à la fin de la guerre froide, la part est de 3,27 %. Ce chiffre baisse de façon continue jusqu'en 2000, mais les conflits qui éclatent au début du XXIe siècle conduisent à une hausse de ces dépenses jusqu'en 2009. Celles-ci repartent les années suivantes à la baisse pour atteindre un point bas historique en 2018 où elles représentent 2,141 % du produit mondial brut.
Ainsi, la croissance économique mondiale continue depuis le début du XXIe siècle- sauf en 2009 - explique le paradoxe apparent qu'en 2018 les dépenses de défense atteignent en valeur absolue un niveau record, tout en se situant en part du PIB à un niveau historiquement bas.
Les dix pays qui ont depuis 2013 les budgets de défense les plus élevés, sont les États-Unis, quatre pays en Asie — la Chine, l'Inde, le Japon et la Corée du Sud —, quatre pays en Europe — la Russie, le Royaume-Uni, la France et l'Allemagne —, et l'Arabie saoudite au Moyen-Orient. Les États-Unis demeurent de très loin la première puissance militaire mondiale, suivie par la Chine qui développe très rapidement ses forces armées depuis le début du XXIe siècle.
En 2021, les dépenses mondiales en matière de défense atteignent 2113 milliards de dollars.

## Sources et définitions variables des dépenses de défense

### Sources
Les comparaisons internationales sont rendues complexes par les différences de méthodes comptables et par les effets des variations de cours de change. Le SIPRI, l'OTAN et l'EDA sont les trois principales sources d'information accessibles facilement pour la période post-Seconde Guerre mondiale. La première couvre le monde entier, tandis que les deux autres publient des données pour les pays respectivement membres de l'OTAN et de l'Union européenne. L'Année stratégique, ouvrage publié chaque année par l'IRIS, fournit des informations relatives aux dépenses de défense dans le monde, dont les sources sont notamment le SIPRI et The Military Balance édité par l'IISS.
Les sources OTAN et EDA fournissent des données comparatives en monnaie nationale et en dollar américain, en monnaie courante et en monnaie constante. Les données de l'OTAN et de l'EDA sont identiques durant les années 2010 pour la France et l'Allemagne, mais différentes d'environ plus ou moins 2 à 3 % pour le Royaume-Uni où des débats ont eu lieu dans les années 2015-2018 sur la qualité des informations fournies. Ces données établies sur la base de règles précises et connues diffèrent parfois significativement de celles du SIPRI qui demeurent toutefois une source largement utilisée par les organismes internationaux et les médias. C'est le cas, par exemple, des données relatives à la France, pour lesquelles le SIPRI continue d'inclure les dépenses liées à la Gendarmerie nationale, alors qu'elles ne figurent pas dans les données de l'OTAN et de l'EDA.

### Définitions variables
Il existe différentes méthodes pour estimer les dépenses militaires respectives de chaque pays. Prendre le budget annoncé des ministères de la défense par exemple est la plus courante. Mais une partie de celui-ci peut être destiné à un usage non militaire et comprend généralement les pensions et retraites des anciens militaires. En 2011 par exemple, le département de la Défense des États-Unis consacre 50,7 milliards de dollars pour la santé de 9,6 millions de soldats, retraités, réservistes et personnes à charge. Des organismes d'États peuvent également consacrer un budget au secteur militaire. La recherche et développement pour la mise au point des réacteurs et armes nucléaires, dépend ainsi du Commissariat à l'énergie atomique et aux énergies alternatives pour la France et du Département de l'Énergie des États-Unis pour ce pays. Des forces de sécurité intérieure – tel les gendarmeries dans la francophonie ou la police armée du peuple en Chine – jouent également un rôle dans la défense mais leurs budgets peuvent être inclus dans celui de ministères de l'intérieur ou équivalents. Il convient de noter que les fluctuations des taux de change et l’inflation rendent une évaluation stricte difficile au niveau international.
Des dons financiers ou matériels de pays amis ou d'organisations internationales, voire la mise à disposition de troupes contre compensations, permettent d'alimenter les besoins militaires sans alourdir le budget de la défense nationale de nombreux pays.
À l'issue des conflits, les pratiques d'indemnités de guerre, permettant au vainqueur de se faire rembourser par le vaincu, étaient courantes jusqu’à la première moitié du XXe siècle.

## Évolution des dépenses de défense dans le monde depuis la fin de la guerre froide
Évaluées sur la base des données en US$ constant 2017 publiées par le SIPRI, les dépenses de défense connaissent dans le monde des évolutions contrastées depuis le dénouement de la guerre froide à la fin des années 1980.
La fin de la guerre froide entraine une baisse significative des dépenses de défense dans le monde jusqu'en 1998. Puis elles augmentent durant treize années consécutives entre 1999 et 2011, avec notamment la guerre en Afghanistan et en Irak, le retour de la Russie et l'émergence de la Chine. Elles baissent ensuite légèrement entre 2012 et 2016, sous l'effet de la diminution du budget militaire américain durant la présidence Obama, puis retrouvent en 2017 leur niveau de 2011. L'année 2018 est marquée par une hausse de 2,6 %, la plus importante depuis 2009,,,.

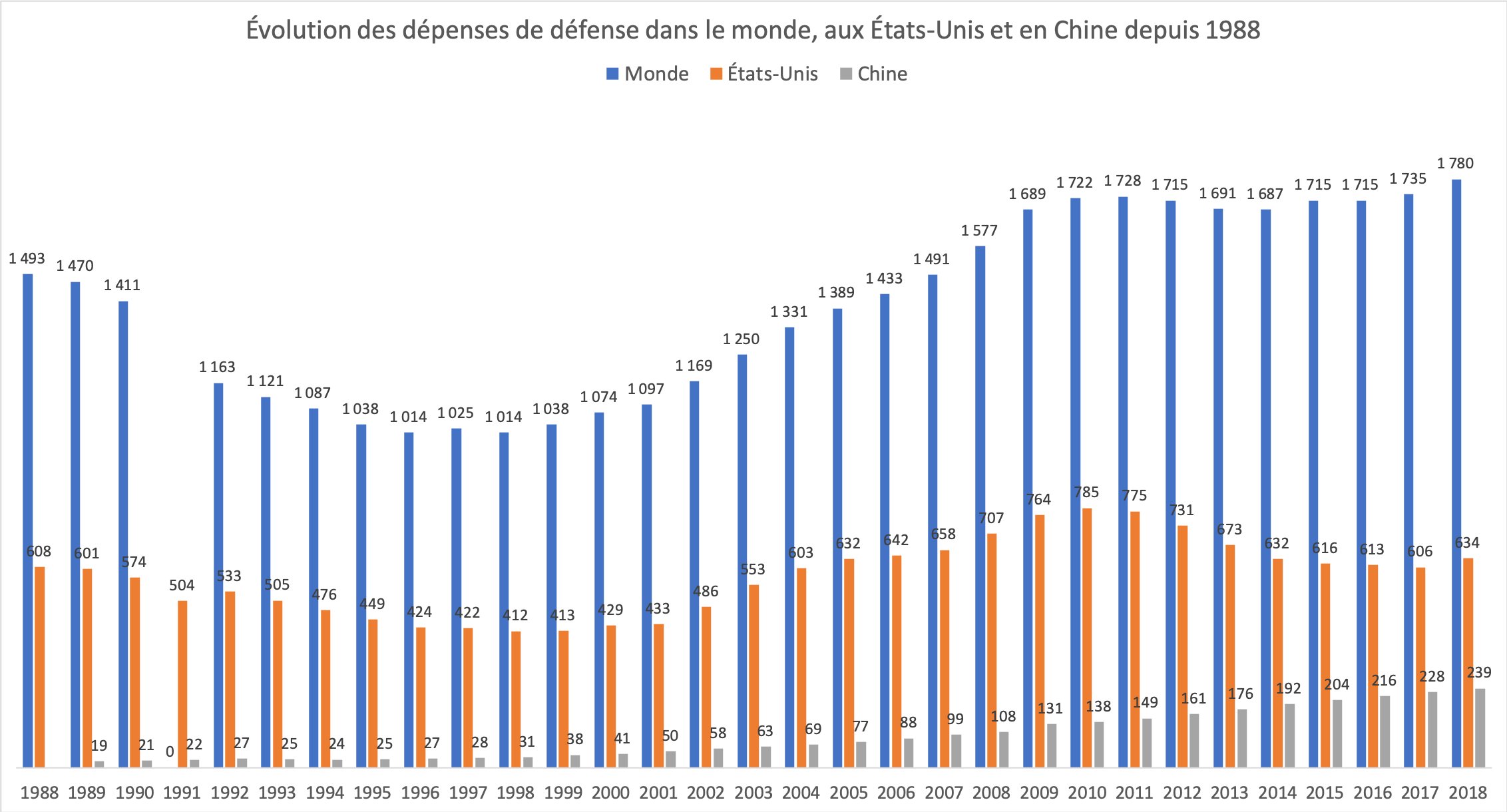
Ce graphique montre l'évolution des dépenses totales de défense dans le monde, aux États-Unis et en Chine entre 1988 et 2018,,,.
Les données, en milliard de US$ constants 2017, sont celles figurant dans la base de données du SIPRI.

Durant les dernières années de la guerre froide, le budget consacré par les États-Unis à l'effort de défense représente environ 40 % du total mondial. Ce total passe à 45,8 % en 1992 corrélativement à la chute brutale des dépenses militaires de l'ex-URSS : selon les estimations du SIPRI, le budget de défense de la Russie est en effet de 48,6 milliards US$ en 1992, alors que celui de l'URSS atteignait 227,5 milliards US$ en 1990. En 2000 et 2001, les dépenses de défense des États-Unis retombent à environ 40 % du total mondial. En raison des guerres engagées en Afghanistan et en Irak par les États-Unis, elles augmentent fortement durant la décennie 2000 pour atteindre dans les années 2009-2011 leur plus haut niveau historique, autour de 775 milliards US$, soit 45 % des dépenses de défense dans le monde. Durant la présidence de Barack Obama, elles décroissent régulièrement jusqu'à être de 606 milliards US$ en 2017, soit 35 % du total mondial,,,.
Durant la même période, le budget militaire de la Chine connaît une augmentation considérable, parallèle à celle du développement économique du pays. En 1992, le budget de défense chinois est estimé être de l'ordre de 27 milliards US$ soit 2,3 % des dépenses mondiales. En 2018, ces mêmes données sont respectivement de 239 milliards US$ et de 13,4 %,,,.

## Dépenses de défense mondiales et par région auXXIesiècle

### Évolution mondiale
Depuis le début du XXIe siècle, les États-Unis demeurent de très loin la principale puissance militaire mondiale. Leur part, agrégée avec celle du Canada, évolue entre 35 % et 45 % du total mondial en US$ constant 2017. Leur part relative diminue nettement depuis 2010, en partie par la baisse des dépenses en valeur absolue voulue par Obama mais davantage en raison de l'augmentation des dépenses en Asie.

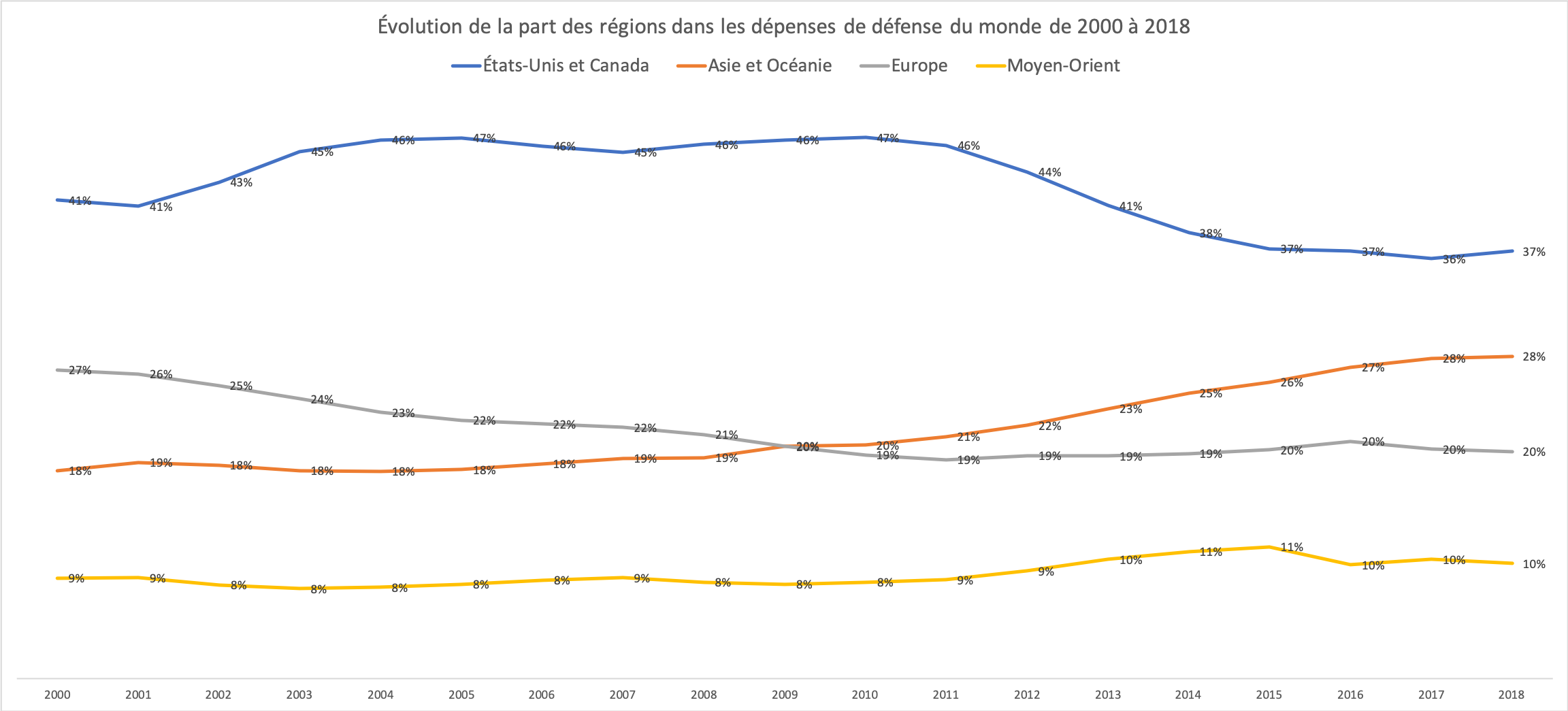
Ce graphique montre l'évolution de la part des quatre régions qui consacrent le plus de moyens à leur défense, rapportée aux dépenses totales de défense dans le monde, entre 2000 et 2018,,,.
Les données, en US$ constants 2017, sont celles figurant dans la base de données du SIPRI.

L'évolution la plus spectaculaire est l'inversion du poids respectif de l'Asie et de l'Europe entre 2000 et 2018 : en 2000, l'Europe et l'Asie représentent respectivement 27 % et 18 % des dépenses de défense mondiales. En 2018, ces rapports sont inversés, l'Asie en représente 28 % et l'Europe 20 %.
Non représentées sur le graphique ci-dessus, la part de l'Afrique, environ 2 % du total mondial, et celle de l'Amérique centrale et du sud, environ 4 % du total, sont stables depuis le début du XXIe siècle.

### Évolutions en Amérique du Nord
Depuis la fin de la guerre froide, le budget de défense des États-Unis connaît des variations importantes liées aux conflits dans lesquels ils sont engagés, aux évolutions du contexte international et au contexte économique américain. Avec 649 milliards de dollars, les dépenses militaires des États-Unis augmentent de 4,6% en 2018. Ce niveau de dépenses demeure inférieur de 19% au sommet atteint en 2010. Le processus de vote par le Congrès des ressources consacrées à la défense a été particulièrement difficile au cours des années 2010, dans le contexte des efforts visant à réduire le déficit des États-Unis et à équilibrer le budget du pays. Après trois années (2012-2014) de forte baisse, le budget se stabilise durant les trois années suivantes (2015-2017). La forte hausse de 2018 est confirmée en 2019 sur fond de compétition stratégique avec la Chine et la Russie et de tensions au Moyen-Orient,.
Les dépenses de défense du Canada, membre de l'OTAN, se situent en 2018, comme les années précédentes au quatorzième rang mondial, à hauteur de 21,6 milliards US$. Sur une décennie, de 2009 à 2018, elles augmentent de 12 % en termes réels, soit un niveau plus élevé que les autres grandes nations occidentales de l'OTAN.

### Évolutions en Asie
| Forces armées | Dépenses  | Dépenses  | Dépenses                        | Part PIB | Part PIB |
| Forces armées | 2000 (G$) | 2018 (G$) | {\displaystyle \Delta } 18 / 00 | 2000 (%) | 2018 (%) |
| ------------- | --------- | --------- | ------------------------------- | -------- | -------- |
| Chine         | 23,0      | 250,0     | 480 %                           | 1,89     | 1,87     |
| Inde          | 14,3      | 66,5      | 129 %                           | 2,95     | 2,42     |
| Japon         | 45,5      | 46,6      | 2 %                             | 0,93     | 0,92     |
| Corée du Sud  | 13,8      | 43,1      | 94 %                            | 2,46     | 2,62     |
| Australie     | 7,3       | 26,7      | 79 %                            | 1,83     | 1,89     |
| Pakistan      | 3,0       | 11,4      | 129 %                           | 4,17     | 4,03     |
| Taiwan        | 8,8       | 10,7      | -2 %                            | 2,65     | 1,78     |

En 2018, les dépenses de défense en Asie atteignent 507 milliards US$, soit 28 % des dépenses mondiales. C’est la seule région du monde dans laquelle la croissance annuelle est continue depuis 1988. L’augmentation de 46% enregistrée entre 2009 et 2018 est de loin la plus importante de toutes les régions.
Entre 2000 et 2018, la Chine multiplie par presque cinq ses dépenses de défense. En 2000, son budget de 41,3 milliards US$ est inférieur de 3 milliards US$ à celui du Japon, qui est le pays d'Asie qui investit le plus dans sa défense. Dans les années suivantes, l'effort de défense du Japon reste pratiquement stable.
Entre 2015 et 2018, sept pays d'Asie dépensent chaque année plus de 10 milliards US$ pour leur défense ; ce sont par niveau décroissant de budget, la Chine, l'Inde, le Japon, la Corée du Sud, l'Australie, le Pakistan et Taïwan.
La part du PIB que chacun de ces pays consacre à sa défense est globalement stable dans le temps. La Chine lui consacre en moyenne 2 % de son PIB depuis le début du XXIe siècle, et 1,9 % depuis 2013. L'effort de défense de l'Inde et du Pakistan est en moyenne depuis le début de ce siècle respectivement de 2,6 % et 3,7 %. Pour la Corée du Sud, la moyenne est de 2,5 %. La forte croissance des budgets de défense de ces quatre pays est donc liée principalement à leur croissance économique.

### Évolutions en Europe
| Forces armées | Dépenses  | Dépenses  | Dépenses                        | Part PIB | Part PIB |
| Forces armées | 2000 (G$) | 2018 (G$) | {\displaystyle \Delta } 18 / 00 | 2000 (%) | 2018 (%) |
| ------------- | --------- | --------- | ------------------------------- | -------- | -------- |
| Russie        | 7,2       | 64,2      | 164 %                           | 2,8      | 3,93     |
| Royaume-Uni   | 35,6      | 65,1      | 12 %                            | 2,5      | 2,14     |
| France        | 33,8      | 46,6      | 14 %                            | 2,6      | 1,82     |
| Allemagne     | 28,1      | 44,3      | 6 %                             | 1,5      | 1,24     |
| Italie        | 22,4      | 23,1      | -20 %                           | 2,1      | 1,21     |
| Turquie       | 10,0      | 18,0      | 50 %                            | 5,0      | 1,85     |
| Espagne       | 7,0       | 12,1      | -5 %                            | 1,2      | 0,92     |
| Pologne       | 3,1       | 11,0      | 108 %                           | 1,9      | 2,02     |
| Pays-Bas      | 6,0       | 10,0      | 7 %                             | 1,6      | 1,21     |
| Norvège       | 2,9       | 6,7       | 57 %                            | 1,8      | 1,66     |

Depuis le début du XXIe siècle, la part du PIB consacrée à la défense est, dans la quasi-totalité des pays d'Europe, en baisse de façon continue jusqu'en 2015. Depuis 2016, la tendance générale est à une légère hausse de l'effort de défense partout en Europe. Parmi les grandes nations d'Europe de l'Ouest, le Royaume-Uni est celui qui investit le plus dans sa défense : en 2015, il lui consacre encore 2,05 % de son PIB, niveau le plus bas depuis la guerre froide ; en 2018, ce ratio s'établit en hausse à 2,14 %. À l'opposé, l'Allemagne ne dépense pour sa défense en 2015 que 1,18 % de son PIB, mais suivant le mouvement général en Europe augmente son effort à 1,24 %.
La Russie est en US$ courants le pays d'Europe qui consacre le plus de moyens à sa défense en 2018. Ses dépenses sont estimées par le SIPRI à 61,4 milliards US$. Selon les données de l'OTAN, le Royaume-Uni occupe la seconde place avec 60,4 milliards US$, la France la troisième avec 50,5 milliards et l'Allemagne la quatrième avec 49,5 milliards.

#### Pays d'Europe membres de l'OTAN
Fondée en 1949, l'OTAN demeure au XXIe siècle la plus importante alliance militaire dans le monde. Outre les États-Unis et le Canada, 27 pays d'Europe en sont membres. Parmi les dix pays d'Europe qui consacrent le plus de ressources à leur défense, seule la Russie n'appartient pas à l'OTAN. Le total des dépenses de défense des pays d'Europe appartenant à l'OTAN est en 2018 de 276 milliards US$. Ce montant est plus de quatre fois supérieur au budget de défense de la Russie. Toutefois, ces chiffres ne sont pas significatifs de l'écart des capacités opérationnelles, en raison des doublons, des lacunes au sein des forces européennes et surtout de l'hétérogénéité de leurs équipements que les processus et le commandement intégré de l'OTAN ne compensent qu'en partie.

### Évolutions au Moyen-Orient
| Forces armées   | Dépenses  | Dépenses  | Dépenses                        | Part PIB | Part PIB |
| Forces armées   | 2000 (G$) | 2018 (G$) | {\displaystyle \Delta } 18 / 00 | 2000 (%) | 2018 (%) |
| --------------- | --------- | --------- | ------------------------------- | -------- | -------- |
| Arabie saoudite | 20,0      | 67,6      | 114 %                           | 10,5     | 8,8      |
| EAU             | 5,9       | 22,8      |                                 | 8,3      |          |
| Turquie         | 10,0      | 19,0      | 50 %                            | 3,7      | 2,5      |
| Israël          | 9,4       | 15,9      | 12 %                            | 7,1      | 4,3      |
| Iran            | 8,3       | 13,2      | 115 %                           | 2,3      | 2,7      |
| Oman            | 1,6       | 6,7       | 179 %                           | 8,1      | 8,2      |

Depuis le début du XXIe siècle, la part du Moyen-Orient dans les dépenses mondiales oscille entre 8 % et 11 % du total mondial, avec une tendance à la hausse depuis 2013. Par manque de données fiables pour plusieurs pays, le SIPRI ne publie pas d'estimation régionale depuis 2014.
L'Arabie saoudite est depuis le début de ce siècle au premier rang des pays qui dépensent le plus pour leur défense, suivie par les Émirats arabes unis, la Turquie, Israël, l'Iran et Oman. L'Arabie saoudite et Oman sont de façon constante les deux pays au monde dont la part du PIB consacrée à la défense est la plus élevée.
L'Arabie saoudite est de loin le pays de la région qui investit le plus dans son armée, avec un total estimé à 67,6 milliards de dollars en 2018. Après une augmentation de 72% entre 2009 et 2015, année où les dépenses militaires de l'Arabie saoudite atteignent leur maximum, elles chutent de 28%. en 2016, la chute des prix du pétrole ayant entraîné une baisse des recettes publiques. Les dépenses militaires augmentent de 11% en 2017 mais diminuent de 6,5% en 2018.
Les EAU ne publient plus de données officielles relatives à leurs dépenses de défense depuis 2015. À partir de 2008, leurs dépenses de défense connaissent une envolée spectaculaire qui les conduit à occuper le second rang dans la région depuis 2010. En 2018, le SIPRI estime que « compte tenu de ses opérations militaires en cours et de ses grands programmes d’achat d’armements, on peut supposer que leurs dépenses restent égales ou supérieures au niveau de 2014 ».

## Dépenses de défense par pays et par année auXXIesiècle

### Dépenses de défense en 2021
En 2021, les dépenses dépassent, en matière de défense, les 2000 milliards de dollars (2013 milliards). Les 5 premiers budgets (États-Unis, Chine, Inde, Royaume-Uni et Russie) totalisent 62 % du total.

### Dépenses de défense en 2018
Selon les données publiées par le SIPRI en avril 2019, les dépenses militaires dans le monde s'élèvent à 1 822 milliards US$ en 2018, soit une augmentation de 2,6 % à prix constant par rapport à 2017 et de 5,0 % à prix courants,. Le communiqué de presse publié par le SIPRI précise qu'en 2018 « le total des dépenses militaires mondiales a augmenté pour la deuxième année consécutive, atteignant leur niveau le plus élevé depuis 1988 – première année pour laquelle des données mondiales cohérentes ont été disponibles. Les dépenses mondiales sont désormais 76 % supérieures au niveau le plus bas de l’après-guerre froide en 1998 ».
Les dépenses des quinze pays ayant les budgets les plus importants représentent plus de 80 % du total des dépenses de défense dans le monde. La liste de ces pays est inchangée par rapport à 2017. Les États-Unis et la Chine concentrent à eux seuls près de la moitié des dépenses mondiales. Le budget des États-Unis connaît une augmentation importante, après trois années de quasi-stabilité, et revient en dollars constants 2017 au niveau du budget de 2014. Celui de la Chine poursuit sa croissance ininterrompue depuis plus de vingt ans. Il évolue depuis 2013 au rythme de la croissance du pays dont il représente 1,9 % du PIB. Les États-Unis comme la Chine augmentent leurs dépenses de 5 % en 2018.
Les budgets de l'Arabie saoudite (au 3e rang mondial) et de la Russie enregistrent une baisse, tant en valeur qu'en pourcentage de leur PIB. La baisse en Arabie saoudite s’est produite malgré les fortes importations d’armes et la poursuite de l'intervention militaire au Yémen. L'Inde (au 4e rang mondial) continue en revanche d'accroitre régulièrement son effort de défense : sur la décennie 2009-2018, ses dépenses augmentent de 29 %.
En Europe, sur la base des données de l'OTAN pour ses pays membres et de celles du SIPRI pour les autres, les cinq principales puissances militaires sont la Russie (au 5e rang mondial), le Royaume-Uni (6e), la France (7e) et l'Allemagne (8e).
En Afrique, les dépenses de défense poursuivent leur baisse entamée en 2015. Elles s'établissent à 40,6 milliards US$ en baisse de 8,4 %. L'Algérie, avec 9,6 milliards US$, est de loin le pays d'Afrique qui consacre le plus de ressources à sa défense.
| Année 2018       | Données SIPRI, | Données SIPRI, | Données SIPRI, | Données SIPRI, | Données OTAN | Données OTAN |
| Forces armées    | Rg.            | G US$          | % du PIB       | % total monde  | Rg.          | G US$        |
| ---------------- | -------------- | -------------- | -------------- | -------------- | ------------ | ------------ |
| Total mondial    | —              | 1822,0         | 2,1            | 100,0          |              |              |
| 15 premiers pays | —              | 1396,0         |                | 80,7           |              |              |
| OTAN             | —              | 963,0          |                |                |              | 970,3        |
| Union européenne | —              |                |                |                |              |              |
| États-Unis       | 1              | 648,8          | 3,2            | 35,6           | 1            | 672,3        |
| Chine            | 2              | 250,0          | 1,9            | 13,7           | 2            |              |
| Arabie saoudite  | 3              | 67,6           | 8,8            | 3,7            | 3            |              |
| Inde             | 4              | 66,5           | 2,4            | 3,7            | 4            |              |
| France           | 5              | 63,8           | 2,3            | 3,5            | 7            | 50,5         |
| Russie           | 6              | 61,4           | 3,9            | 3,4            | 5            |              |
| Royaume-Uni      | 7              | 50,0           | 1,8            | 2,7            | 6            | 60,5         |
| Allemagne        | 8              | 49,5           | 1,2            | 2,7            | 8            | 49,5         |
| Japon            | 9              | 46,6           | 0,9            | 2,6            | 9            |              |
| Corée du Sud     | 10             | 43,1           | 2,6            | 2,4            | 10           |              |
| Italie           | 11             | 27,8           | 1,3            | 1,5            | 13           | 25,0         |
| Brésil           | 12             | 27,8           | 1,5            | 1,5            | 11           |              |
| Australie        | 13             | 26,7           | 1,9            | 1,5            | 12           |              |
| Canada           | 14             | 21,6           | 1,3            | 1,2            | 14           | 22,1         |
| Turquie          | 15             | 19,0           | 2,5            | 1,0            | 15           | 14,1         |

Les données publiées par l'OTAN obéissent à des normes précises et stables dans le temps. Pour la France et le Royaume-Uni, elles s'écartent sensiblement des données publiées par le SIPRI,. Les données de l'OTAN donnent une vision plus précise de l'effort de défense réel des grandes nations européennes. Celles du SIPRI donnent une vision mondiale d'ensemble sur une longue durée.

### Dépenses de défense en 2017
Selon les données publiées par le SIPRI en mai 2018, les dépenses militaires dans le monde s'élèvent à 1 739 milliards US$ en 2017, soit une augmentation de 1,1 % à prix constant par rapport à 2016.
Les données du SIPRI et de l'IRIS différent de façon significative pour plusieurs pays, notamment la Chine et la France. Les deux organismes listent cependant les mêmes pays aux quatorze premières places du classement des pays par dépenses de défense décroissantes, avec quelques différences de séquence.
| Année 2017       | Données SIPRI | Données SIPRI | Données SIPRI | Données SIPRI | Données IRIS | Données IRIS    | Données OTAN | Données OTAN    | Données EDA,    | Données EDA,  |
| Forces armées    | Rg.           | G US$         | % du PIB      | % total monde | Rg.          | 2017 (US$ mds.) | Rg.          | 2017 (US$ mds.) | 2017 (US$ mds.) | 2017 (€ mds.) |
| ---------------- | ------------- | ------------- | ------------- | ------------- | ------------ | --------------- | ------------ | --------------- | --------------- | ------------- |
| Total mondial    | —             | 1739,0        | 2,2           | 100,0         |              |                 |              |                 |                 |               |
| 15 premiers pays | —             | 1396,0        |               | 80,0          |              |                 |              |                 |                 |               |
| OTAN             | —             |               |               |               |              |                 |              | 917,1           |                 |               |
| Union européenne | —             |               |               |               |              |                 |              |                 | 241,3           | 214,2         |
| États-Unis       | 1             | 610,0         | 3,1           | 35,1          | 1            | 603,0           | 1            | 642,9           |                 |               |
| Chine            | 2             | 228,0         | 1,9           | 13,1          | 2            | 150,0           | 2            |                 |                 |               |
| Arabie saoudite  | 3             | 69,4          | 10,0          | 4,0           | 3            | 76,7            | 3            |                 |                 |               |
| Russie           | 4             | 66,3          | 4,3           | 3,8           | 4            | 61,7            | 4            |                 |                 |               |
| Inde             | 5             | 63,9          | 2,5           | 3,7           | 6            | 52,5            | 5            |                 |                 |               |
| France           | 6             | 57,8          | 2,3           | 3,3           | 7            | 46,1            | 7            | 46,0            | 46,0            | 40,9          |
| Royaume-Uni      | 7             | 47,2          | 1,8           | 2,7           | 5            | 55,0            | 6            | 55,7            | 57,0            | 50,6          |
| Japon            | 8             | 45,4          | 0,9           | 2,6           | 8            | 46,0            | 8            |                 |                 |               |
| Allemagne        | 9             | 44,3          | 1,2           | 2,5           | 9            | 44,6            | 9            | 45,6            | 45,6            | 40,4          |
| Corée du Sud     | 10            | 39,2          | 2,6           | 2,3           | 10           | 35,7            | 10           |                 |                 |               |
| Brésil           | 11            | 29,3          | 1,4           | 1,7           | 11           | 29,4            | 11           |                 |                 |               |
| Italie           | 12            | 29,2          | 1,5           | 1,7           | 13           | 23,4            | 13           | 23,9            | 23,1            | 20,5          |
| Australie        | 13            | 27,5          | 2,0           | 1,6           | 12           | 25,0            | 12           |                 |                 |               |
| Canada           | 14            | 20,6          | 1,3           | 1,2           | 14           | 21,2            | 14           | 23,3            |                 |               |
| Turquie          | 15            | 18,2          | 2,2           | 1,0           | 18           | 12,3            | 15           | 13,0            |                 |               |

### Dépenses de défense de 2013 à 2016

#### Dépenses de défense en 2015
Selon les données publiées par le SIPRI, les dépenses militaires globales augmentent en 2015 de 1 % par rapport à l'année 2014 : cela n'était plus arrivé depuis 2011.

#### Dépenses de défense en 2016
Selon les données publiées par le SIPRI, les dépenses de défense dans le monde s'élèvent en 2016 à 1 686 milliards US$, en augmentation marginale de 0,4 % en termes réels par rapport à l'année précédente. Ce niveau de dépense représente 2,2 % du PIB mondial.

#### Tableau des dépenses de défense 2013-2016
| Données SIPRI   | 2013             | 2013     | 2013            | 2014             | 2014     | 2014            | 2015             | 2015     | 2015            | 2016             | 2016     | 2016            |
| Forces armées   | Dépenses ($ Mds) | % du PIB | % total mondial | Dépenses ($ Mds) | % du PIB | % total mondial | Dépenses ($ Mds) | % du PIB | % total mondial | Dépenses ($ Mds) | % du PIB | % total mondial |
| --------------- | ---------------- | -------- | --------------- | ---------------- | -------- | --------------- | ---------------- | -------- | --------------- | ---------------- | -------- | --------------- |
| Total mondial   | 1 747,0          | 2,4      | 100,0           | 1776,0           | 2,3      | 100,0           | 1676,0           | 2,3      | 100,0           | 1686,0           | 2,2      | 100,0           |
| États-Unis      | 640,0            | 3,8      | 36,6            | 610,0            | 3,5      | 34,3            | 596,0            | 3,3      | 35,6            | 611,0            | 3,3      | 36,2            |
| Chine           | 188,0            | 2,0      | 10,8            | 216,0            | 2,1      | 12,2            | 215,0            | 1,9      | 12,8            | 215,0            | 1,9      | 12,8            |
| Russie          | 87,8             | 4,1      | 5,0             | 84,5             | 4,5      | 4,8             | 66,4             | 5,4      | 4,0             | 69,2             | 5,3      | 4,1             |
| Arabie saoudite | 67,0             | 9,3      | 3,8             | 80,8             | 10,4     | 4,5             | 87,2             | 13,7     | 5,2             | 63,7             | 10,0     | 3,8             |
| Inde            | 47,4             | 2,5      | 2,7             | 50,0             | 2,4      | 2,8             | 51,3             | 2,3      | 3,1             | 55,9             | 2,5      | 3,3             |
| France          | 61,2             | 2,2      | 3,5             | 62,3             | 2,2      | 3,5             | 50,9             | 2,1      | 3,0             | 55,7             | 2,3      | 3,3             |
| Royaume-Uni     | 57,9             | 2,3      | 3,3             | 60,5             | 2,2      | 3,4             | 55,5             | 2,0      | 3,3             | 48,3             | 1,9      | 2,9             |
| Japon           | 48,6             | 1,0      | 2,8             | 45,8             | 1,0      | 2,6             | 40,9             | 1,0      | 2,4             | 46,1             | 1,0      | 2,7             |
| Allemagne       | 48,8             | 1,4      | 2,8             | 46,5             | 1,2      | 2,6             | 39,4             | 1,2      | 2,4             | 41,1             | 1,2      | 2,4             |
| Corée du Sud    | 33,9             | 2,8      | 1,9             | 36,7             | 2,6      | 2,1             | 36,4             | 2,6      | 2,2             | 36,8             | 2,7      | 2,2             |

### Dépenses de défense de 2009 à 2012

#### Dépenses de défense en 2009
Selon les données figurant dans le SIPRI Yearbook 2010, les dépenses de défense dans le monde s'élèvent en 2009 à 1 531 milliards US$ courants, en augmentation de 6 % en termes réels par rapport à 2008 et de 49 % par rapport à l'an 2000. Elles représentent 2,7 % du PIB mondial. La crise financière de 2007-2008 a encore peu d'impact sur le niveau des dépenses, la plupart des pays ayant choisi d'augmenter les dépenses publiques pour contrer les effets de la récession économique, et de reporter à plus tard la réduction des déficits publics. Neuf des dix pays qui dépensent le plus pour leur défense ont augmenté leur budget militaire en 2009.
Au niveau européen, les 27 nations membres de l'Agence européenne de défense (Union Européenne moins le Danemark) ont cette année-là un budget global de 186 milliards d'euros soit une baisse de 15 % depuis 2006 où il était, en monnaie constante, de 218 milliards.
En valeur absolue, le budget de la défense de la France en 2010 est passé d’un plus haut de 36 milliards d’euros (constants 2000) en 1991 à un plus bas de 29 milliards en 2002, pour remonter à environ 32 milliards 2010, soit le budget de 1981. En valeur relative, la défense est passée de 14 % du budget de l’État en 1981 à 9,5 % en 2010 et de 3,3 % du PIB à 1,7 %. Depuis 1994, aucune loi de programmation militaire n'a été respectée.

#### Tableau des dépenses de défense 2009-2012
|                 | 2009     | 2009     | 2009          | 2010     | 2010     | 2010          | 2011     | 2011     | 2011            | 2012     | 2012     | 2012          |
| Forces armées   | ($ mds.) | % du PIB | % total monde | ($ mds.) | % du PIB | % total monde | ($ mds.) | % du PIB | % total mondial | ($ mds.) | % du PIB | % total monde |
| --------------- | -------- | -------- | ------------- | -------- | -------- | ------------- | -------- | -------- | --------------- | -------- | -------- | ------------- |
| Total mondial   | 1 531,0  |          | 100           | 1 630,0  |          | 100           | 1 735    | 2,6      | 100             | 1 753,0  |          | 100,0         |
| États-Unis      | 661,0    |          | 43,2          | 698,0    |          | 42,8          | 711,0    | 4,7      | 41              | 682,0    |          | 38,9          |
| Chine           | 100,0    |          | 6,5           | 119,0    |          | 7,3           | 143,0    | 2,0      | 8,2             | 166,0    |          | 9,5           |
| Russie,         | 60,7     |          | 4,0           | 58,7     |          | 3,6           | 71,9     | 3,9      | 4,1             | 90,7     |          | 5,2           |
| Royaume-Uni     | 58,3     |          | 3,8           | 59,6     |          | 3,7           | 62,7     | 2,6      | 3,6             | 60,8     |          | 3,5           |
| Japon           | 51,8     |          | 3,4           | 54,5     |          | 3,3           | 54,5     | 1,0      | 3,3             | 59,3     |          | 3,4           |
| France          | 63,9     |          | 3,4           | 65       |          | 4,0           | 62,5     | 2,3      | 3,6             | 58,9     |          | 3,4           |
| Arabie saoudite | 41,3     |          | 2,7           | 45,2     |          | 2,8           | 48,2     | 10,4     | 3,0             | 56,7     |          | 3,2           |
| Inde            | 36,3     |          | 2,4           | 41,3     |          | 2,5           | 46,8     | 2,5      | 2,9             | 46,1     |          | 2,6           |
| Allemagne       | 45,6     |          | 3,0           | 45,2     |          | 2,8           | 46,7     | 1,3      | 2,5             | 45,8     |          | 2,6           |
| Italie          | 35,8     |          | 2,3           | 37,0     |          | 2,3           | 37,0     | 1,8      | 2,3             | 34,0     |          | 1,9           |

### Dépenses de défense de 2001 à 2008

#### Dépenses de défense en 2001
Selon les données figurant dans le SIPRI Yearbook 2002, les dépenses de défense dans le monde s'élèvent en 2001 à 839 milliards US$ courants, en augmentation de 2 % en termes réels par rapport à 2000, et représentent 2,6 % du PIB mondial. Après le déclin constaté de 1987 à 1998, les dépenses militaires recommencent à augmenter, tant dans le monde que dans la plupart des régions du monde : sur la période 1998-2001, elles augmentent d’environ 7% en termes réels.

#### Dépenses de défense en 2003
Selon les données figurant dans le SIPRI Yearbook 2004, les dépenses de défense dans le monde s'élèvent en 2003 à 956 milliards US$ courants, en augmentation de 11 % en termes réels par rapport à 2002. Cette forte augmentation est dû principalement à l’accroissement massif des dépenses des États-Unis pour les guerres en Afghanistan et en Irak à la suite des attaques terroristes du 11 septembre 2001. Les États-Unis représentent 43,4 % des dépenses de défense mondiales, et aucun autre pays ne pèse plus de 5 %.

#### Dépenses de défense en 2006
Selon les données figurant dans le SIPRI Yearbook 2007, les dépenses de défense dans le monde s'élèvent en 2006 à 1 204 milliards US$ courants. La dépense militaire mondiale a augmenté de 37 % en dix ans. De 2005 à 2006, les dépenses ont augmenté de 3,5 %,.
Il ne s'agit pas que d'une augmentation qualitative, les ventes d'armes des cent principaux fabricants au monde ont aussi augmenté de 3 % en 12 mois (2005) pour un chiffre d'affaires estimé à 290 milliards de dollars (plus de 217 milliards d'euros), essentiellement concentré aux États-Unis et en Europe de l'Ouest qui ont réalisé 92 % des ventes, notamment vers le Proche-Orient, où ces armes risquent d'augmenter l'instabilité de la région, note le SIPRI.
Après les États-Unis, ce sont le Royaume-Uni, la France, la République populaire de Chine et le Japon, qui ont chacun compté pour 4 à 5 % du budget militaire mondial connu en 2006.
83 % du total mondial des dépenses a été dépensé par les 15 "premiers" pays les plus militarisés en 2006.
Les États-Unis représentaient, en 2006, 46 % de l'ensemble des dépenses militaires officielles du monde (528,7 milliards de dollars, soit 395,8 milliards d'euros), justifiés par les opérations en Afghanistan et en Irak. La part de leurs dépenses militaires dans le PNB américain a augmenté de 34 % en cinq ans et représente 1 483 euros par habitant (source : OTAN). Le budget 2007 équivaut à 3,7 % du PIB américain, une somme similaire à celle de l’année 1995, et qui demeure inférieure aux 11 à 12 % du PIB consacrés à la défense pendant la guerre de Corée, 9 % pendant la guerre du Viêt Nam et 6,2 % en 1986 sous la présidence Reagan.
En France, le projet de budget de la défense 2007 s'établissait à 47,52 milliards d'euros. En 2008, il atteignait 48,07 milliards d'euros.
En 2010, le projet de dépense à long terme lié à la défense prévoit de dépenser 185,9 milliards d'euros sur 5 ans (2009-2014) dont 101,9 milliards d'euros dans l'équipement mais la crise économique durant cette période a conduit au contraire à des coupes budgétaires.
Alors que la course aux armements est censée avoir été freinée par des conventions internationales, et que la guerre froide est finie, le SIPRI s'inquiète de la progression de près de 12 % du budget de défense de la Russie en 2006, qui suit une hausse de 19 % en 2005 (depuis 1998, les dépenses de la Russie ont augmenté de 155 %).
Selon l’hebdomadaire russe Nezavisimoye Voyennoye Obozreniye, une part de plus en plus importante du budget fédéral russe n'a pas d'affectation rendue publique : entre 2003 et 2006, la part du budget dont l'affectation n'est pas publiée serait ainsi passée de 36,2 % à 44 %. Une grande partie de ces fonds étant destinés aux forces armées de la fédération de Russie.
Le budget militaire de la Chine a maintenu une augmentation annuelle à deux chiffres depuis le milieu des années 1990 et a doublé entre 2000 et 2005. Il a en 2006 pour la première fois dépassé celui du Japon, représentant officiellement 1,35 % de son PIB en 2005. Il s'élève à 7,4 % des dépenses publiques en 2006. La Chine comptait encore augmenter ses dépenses militaires pour l'année 2007 avec une hausse attendue de 17,8 % pour s'établir à 351 milliards de yuans (34,4 milliards d'euros) contre une augmentation de 14,7 % en 2006.
En 2010, la Chine prévoit, pour la première fois depuis 10 ans, de ralentir la croissance de ses dépenses militaires (+7,5 % contre une moyenne de +10 % par an depuis 1999). Elle consacrera 6,3 % de son budget à l'armement.

#### Dépenses de défense en 2008
Selon les données figurant dans le SIPRI Yearbook 2009, les dépenses de défense dans le monde s'élèvent en 2008 à 1 464 milliards US$ courants, soit une augmentation de 4% en données réelles par rapport à 2007, et de 45% depuis 1999. Ces dépenses représentent environ 2,4% du PIB mondial en 2008. Toutes les régions du monde connaissent des augmentations significatives depuis 1999 à l’exception de l’Europe occidentale et centrale.
Durant la présidence de George W.Bush, les dépenses militaires des États-Unis atteignent leur plus haut niveau en données réelles depuis la Seconde Guerre mondiale, en raison principalement des guerres en Irak et Afghanistan. Cette augmentation contribue à l’envol des déficits publics américains.
La Russie continue à accroître ses dépenses en 2008. Elle passe ainsi de la onzième place en 2001, à la neuvième place en 2003 puis à la sixième en 2006 pour atteindre la cinquième place en 2008.
La Chine occupe en 2008 pour la première fois la deuxième place du classement des pays qui consacrent le plus de moyens à leur défense.

#### Tableau des dépenses de défense 2001-2008
| En US$ courants | 2001     | 2001     | 2001          | 2003     | 2003     | 2003          | 2006     | 2006     | 2006            | 2008     | 2008     | 2008          |
| Forces armées   | ($ mds.) | % du PIB | % total monde | ($ mds.) | % du PIB | % total monde | ($ mds.) | % du PIB | % total mondial | ($ mds.) | % du PIB | % total monde |
| --------------- | -------- | -------- | ------------- | -------- | -------- | ------------- | -------- | -------- | --------------- | -------- | -------- | ------------- |
| Total mondial   | 839,0    | 2,6      | 100,0         | 956,0    |          | 100,0         | 1204,0   |          | 100,0           | 1464,0   |          | 100,0         |
| États-Unis      | 312,7    |          | 37,3          | 415,2    |          | 43,4          | 527,7    |          |                 | 607,0    |          | 41,5          |
| Chine           | 27,9     |          | 3,3           | 35,1     |          |               | 55,3     |          |                 | 84,9     |          | 5,8           |
| Russie          | 11,7     |          | 1,4           | 17,0     |          |               | 34,5     |          |                 | 58,6     |          | 4,0           |
| Royaume-Uni     | 35,3     |          | 4,2           | 46,9     |          | 4,9           | 57,5     |          |                 | 65,3     |          | 4,5           |
| Japon           | 40,8     |          | 4,9           | 42,5     |          |               | 41,5     |          |                 | 46,3     |          | 3,2           |
| France          | 33,3     |          | 4,0           | 45,9     |          |               | 54,5     |          |                 | 65,7     |          | 4,5           |
| Arabie saoudite | 21,0     |          | 2,5           | 18,7     |          |               | 29,6     |          |                 | 38,2     |          | 3,2           |
| Inde            | 14,6     |          | 1,7           | 16,3     |          |               | 24,0     |          |                 | 30,0     |          | 2,1           |
| Allemagne       | 27,4     |          | 3,3           | 35,1     |          |               | 38,1     |          |                 | 46,8     |          | 3,2           |
| Italie          | 19,5     |          | 2,3           | 26,8     |          |               | 29,6     |          |                 | 40,6     |          | 2,8           |
| Corée du Sud    | 12,9     |          | 1,5           | 15,8     |          |               | 25,2     |          |                 |          |          |               |

## Budgets de la défense auxXIXeetXXesiècles

### Dépenses de défense des grandes puissances en 1897
Selon la revue Saturday Review de février 1898, on indique que le pourcentage des rentrées fiscales affecté aux budgets militaires se répartit comme suit :
- États-Unis : 17 %
- Empire russe : 21 %
- République française : 27 %
- Empire britannique : 39 %, 40 millions de livres sterling soit 2,5 % du PNB[37].
- Empire allemand : 43 %
- Empire du Japon : 55 % (Budget de l'État japonais en 1897 : 240,5 millions de yens)

### Dépenses militaires entre 1905 et 1913
Les dépenses militaires, selon un article de l'homme politique allemand Matthias Erzberger écrit en 1914, sont répertoriées par armée de terre et marine de guerre pour une meilleure classification du budget de la défense des principaux États à la veille de la Première Guerre mondiale; Compte tenu du contexte, il faut prendre les chiffres suivants avec prudence.
| Année       | Population              | Armée           | Armée                   | Marine          | Marine          | Population              | Armée              | Armée                   | Marine             | Marine             |
| ----------- | ----------------------- | --------------- | ----------------------- | --------------- | --------------- | ----------------------- | ------------------ | ----------------------- | ------------------ | ------------------ |
|             | Total                   | Total           | Par habitant            | Total           | Par habitant    | Total                   | Total              | Par habitant            | Total              | Par habitant       |
| En millions | En millions de Goldmark | En Goldmark     | En millions de Goldmark | En Goldmark     | En millions     | En millions de Goldmark | En Goldmark        | En millions de Goldmark | En Goldmark        |                    |
|             | Empire allemand         | Empire allemand | Empire allemand         | Empire allemand | Empire allemand | Autriche-Hongrie        | Autriche-Hongrie   | Autriche-Hongrie        | Autriche-Hongrie   | Autriche-Hongrie   |
| 1905        | 60,6                    | 697             | 11,5                    | 231             | 3,8             | 47,4                    | 419                | 8,8                     | 97                 | 2                  |
| 1910        | 64,9                    | 831             | 12,8                    | 426             | 6,6             | 51,5                    | 407                | 7,9                     | 57                 | 1,1                |
| 1913        | 67,5                    | 1 009           | 14,9                    | 467             | 6,9             | 52,7                    | 496                | 9,4                     | 155                | 3                  |
|             |                         |                 |                         |                 |                 |                         |                    |                         |                    |                    |
|             | France                  | France          | France                  | France          | France          | Empire britannique      | Empire britannique | Empire britannique      | Empire britannique | Empire britannique |
| 1905        | 39,2                    | 603             | 15,3                    | 254             | 6,5             | 43                      | 581                | 13,5                    | 676                | 15,7               |
| 1910        | 39,5                    | 698             | 17,7                    | 301             | 7,6             | 45                      | 560                | 12,4                    | 825                | 18,3               |
| 1913        | 39,7                    | 766             | 19,3                    | 412             | 10,4            | 46                      | 576                | 12,5                    | 945                | 20,5               |
| Année       | Population              | Armée           | Armée                   | Marine          | Marine          | Population              | Armée              | Armée                   | Marine             | Marine             |
|             | Total                   | Total           | Par habitant            | Total           | Par habitant    | Total                   | Total              | Par habitant            | Total              | Par habitant       |
| En millions | En millions de Goldmark | En de Goldmark  | En millions de Goldmark | En Goldmark     | En millions     | En millions de Goldmark | En Goldmark        | En millions de Goldmark | En Goldmark        |                    |
|             | Empire du Japon         | Empire du Japon | Empire du Japon         | Empire du Japon | Empire du Japon | Royaume d'Italie        | Royaume d'Italie   | Royaume d'Italie        | Royaume d'Italie   | Royaume d'Italie   |
| 1905        | 47,9                    | 23              | 0,5                     | 49              | 1               | 33,3                    | 237                | 7,1                     | 106                | 3,2                |
| 1910        | 52,4                    | 180             | 3,4                     | 158             | 3               | 34,5                    | 381                | 11,1                    | 192                | 5,6                |
| 1913        | 54,3                    | 207             | 3,8                     | 203             | 3,7             | 35,1                    | 332                | 9,5                     | 205                | 5,9                |
|             | Empire russe            | Empire russe    | Empire russe            | Empire russe    | Empire russe    | États-Unis              | États-Unis         | États-Unis              | États-Unis         | États-Unis         |
| 1905        | 143                     | 817             | 5,7                     | 252             | 1,8             | 83,2                    | 506                | 6,1                     | 467                | 5,6                |
| 1910        | 151,5                   | 1 046           | 6,9                     | 244             | 1,6             | 92,0.                   | 673                | 7,3                     | 504                | 5,5                |
| 1913        | 157,8                   | 1 254           | 8                       | 498             | 3,2             | 96,8                    | 422                | 4,4                     | 595                | 6,1                |

### Dépenses militaires de l'Allemagne et l'URSS de 1928 à 1939
Les chiffres des dépenses proviennent de l'ouvrage de R. J. Overy, The Dictators: Hitler's Germany and Stalin's Russia, qui note que « les chiffres du budget soviétique ne représentent pas le fort taux d'inflation. Calculé sur la base de 1937, les dépenses soviétiques sont de 1,7 milliard de roubles en 1928, 10,7 en 1937 et 45,2 en 1940. De même, la déflation allemande entre 1929 et 1936 fait que les chiffres de ces années sont plus élevées dans la réalité. » Les indices de l'inflation allemande proviennent de l'ouvrage de Frank C. Child The Theory and Practice of Exchange Control in Germany. Les indices soviétiques sont de Arthur W. Lewis dans Economic Survey 1919-1939.
Pour contourner les restrictions du traité de Versailles, les deux pays collaborèrent dès les années 1920 pour permettre aux Allemands d'établir des centres de recherches en Union soviétique pour concevoir et tester des chars, des armes chimiques et des avions tandis que des instructeurs soviétiques venaient en Allemagne. Cette collaboration fut cependant stoppée par l'arrivée au pouvoir d'Hitler en 1933. Peu après, il ordonna le triplement des effectifs de l'armée en une année. L'Allemagne réalisa des augmentations secrètes des dépenses militaires et cessa de publier la liste de ses officiers. Plus de 20 % de tous les travailleurs industriels allemands ont travaillé pour les forces armées, tandis que près de 33 % de ceux dans les secteurs manufacturier et la construction y travaillaient.
En 1939, plus de 20 % de travailleurs allemands de l'industrie ainsi que près d'un tiers du secteur manufacturier et de la construction travaillaient pour les forces armées. Par comparaison, la Grande-Bretagne et les États-Unis produisirent 8 fois moins de matériels militaires que l'Allemagne en 1938. Les dépenses militaires passèrent de moins de 2 % du produit national brut sous la République de Weimar à 23 % en 1939 :
| 1928                                                      | 0,75  | 0,88  | NA    | NA    |
| 1929                                                      | 0,69  | 1,05  | 0,69  | 1,05  |
| 1930                                                      | 0,67  | 1,20  | 0,73  | 1,12  |
| 1931                                                      | 0,61  | 1,79  | 0,75  | 1,43  |
| 1932                                                      | 0,69  | 1,05  | 0,98  | 0,70  |
| 1933                                                      | 0,62  | 4,03  | 0,91  | 2,46  |
| 1934                                                      | 4,09  | 5,40  | 5,7   | 2,82  |
| 1935                                                      | 5,49  | 8,20  | 7,40  | 3,39  |
| 1936                                                      | 10,27 | 14,80 | 13,53 | 5,05  |
| 1937                                                      | 10,96 | 17,48 | 14,19 | 5,54  |
| 1938                                                      | 17,25 | 22,37 | 27,04 | 7,66  |
| 1939                                                      | 38,00 | 40,88 | 38,6  | 10,25 |
| *Ajustement dû à l'inflation calculé sur une base de 1929 |       |       |       |       |

### Dépenses militaires du Royaume-Uni durant la Seconde Guerre mondiale
Les dépenses de défense du Royaume-Uni ont commencé à augmenter avant la Seconde Guerre mondiale. Partant de 2,9 % du PIB en 1936, il atteignit 3,75 % en 1938, et 9 % en 1939. La Grande-Bretagne commença à se réarmer à mesure que les tensions s'intensifient. Après le début de la Seconde Guerre mondiale, la Grande-Bretagne a mobilisé toutes ses ressources nationales pour la guerre, consacrant plus de 40 % de son PIB à la défense pendant cinq ans, avec un pic à 52 % du PIB en 1945 conduisant à un taux d'endettement record.
| Année | Revenues | Dépenses | Défense | Déficit public |
| ----- | -------- | -------- | ------- | -------------- |
| 1939  | 1 286,4  | 1 724,7  | 266,2   | 438,3          |
| 1940  | 1 434,8  | 2 133,9  | 643,8   | 699,1          |
| 1941  | 1 806,3  | 4 679,7  | 3 232,9 | 2 873,4        |
| 1942  | 2 493,9  | 5 670,1  | 4 096,8 | 3 176,2        |
| 1943  | 3 250    | 6 496,5  | 4 863,1 | 3 246,5        |
| 1944  | 3 483,5  | 6 662,9  | 4 964,9 | 3 179,4        |
| 1945  | 3 698,8  | 6 969,3  | 5 153,3 | 3 270,5        |
| 1946  | 3 769,6  | 6 460    | 4 446,4 | 2 690,4        |